# 沃洛德米里夫卡 (文尼察區)
49°13′32″N 29°15′19″E / 49.22556°N 29.25528°E
沃洛迪米里夫卡（羅馬化：Volodymyrivka）是烏克蘭西部文尼察州文尼察區伊林齊市鎮的村莊。該村始建於1924年，面積1.78平方公里，海拔高度275米，2001年人口422，人口密度每平方公里237.08人。